# إيفان دونهام
إيفان دونهام (بالإنجليزية: Evan Dunham) هو فنان قتال مختلط أمريكي، ولد في 18 ديسمبر 1981 في يوجين في الولايات المتحدة.

## وصلات خارجية
- إيفان دونهام على موقع يو إف سي (الإنجليزية)
- إيفان دونهام على موقع شيردوغ (الإنجليزية)
- إيفان دونهام على موقع Tapology.com (الإنجليزية)
- إيفان دونهام على موقع IMDb (الإنجليزية)
- إيفان دونهام على موقع قاعدة بيانات الفيلم (الإنجليزية)